# Il matrimonio segreto
Il matrimonio segreto ("O matrimônio secreto", em italiano) é uma ópera em dois atos do compositor italiano Domenico Cimarosa, com libreto de Giovanni Bertati. A ópera é ambientada em Bolonha durante o século XVIII, e narra a história de Geronimo, um comerciante que propõe um dote ao Conde Robinson para que ele se case com sua filha mais velha, Elisetta e, assim, torne-se parte da nobreza, mas Robinson se apaixona por Carolina, a filha mais nova. Carolina, entretanto, está enamorada de Paolino, empregado de seu pai, e ambos se casam secretamente.

## Personagens
- Geronimo, comerciante bolonhês - baixo
- Fidalma, sua irmã - mezzosoprano
- Elisetta, filha mais velha de Geronimo - soprano
- Carolina, a filha mais jovem - soprano
- Conde Robinson, um nobre inglês - barítono
- Paolino, empregado de Geronimo - tenor